# Päpstliche Vermittlung im Beagle-Konflikt
Chile und Argentinien vereinbarten 1971, den langjährigen Disput über die Zugehörigkeit der Inseln südlich des Beagle-Kanals einem Internationalen Tribunal zu unterziehen.
Am 17. Februar 1977 gab Königin Elisabeth II. das Urteil bekannt, das die Inseln Chile zusprach. Chile erkannte das Urteil an und definierte danach seine Basislinien (siehe chilenische Basislinien nach Dekret 416 vom 14. Juni 1977).
Am 25. Januar 1978 erklärte die argentinische Junta das Urteil für ungültig und brachte damit beide Länder an den Rande eines Krieges.
Direkte Verhandlungen zwischen beiden Ländern konnten die wachsende militärische Spannung an der 5000 km langen Grenze nicht stoppen.
Damit hatten sich zwei der Methoden zur Lösung des Konflikts als ungangbar erwiesen: die der direkten Verhandlungen und die des internationalen Tribunals. Es blieb noch eine letzte Möglichkeit, den Konflikt friedlich zu lösen: die Vermittlung.
Am 12. Dezember schienen beide Außenminister in Buenos Aires einen Kompromiss gefunden zu haben, um die Vermittlung des Papstes zu beantragen, aber die argentinische Junta widerrief am Abend seinen Außenminister und befahl den Beginn der Operation Soberanía für den 22. Dezember 1978.
Wenige Stunden vor dem argentinischen Angriff bot Papst Johannes Paul II. aus eigener Initiative seine Vermittlung im Konflikt an und schickte den italienischen Kardinal Antonio Samorè als persönlichen Gesandten nach Buenos Aires und Santiago de Chile. Außer der Kriegsgefahr musste sein Gesandter auch andere Hindernisse überwinden:
1. Chile betrachtete das internationale Urteil als Rechtsgut und hatte es in ein chilenisches Gesetz umgewandelt.
2. Argentinien erkannte das Urteil nicht als Verhandlungsgrundlage an.
3. Argentinien erweiterte die Konfliktzone auf alle Inseln südöstlich des Beagle-Kanals und erhob Anspruch auf die Magellanstraße.

Der Vatikan hatte während der Vermittlung zwei Aufgaben zu erfüllen: die Kriegsgefahr zu bannen, beide Parteien zu verpflichten auf Gewaltanwendung zu verzichten und zweitens die eigentlichen Verhandlungen zu führen und an die neu entstandenen Situationen anzupassen.

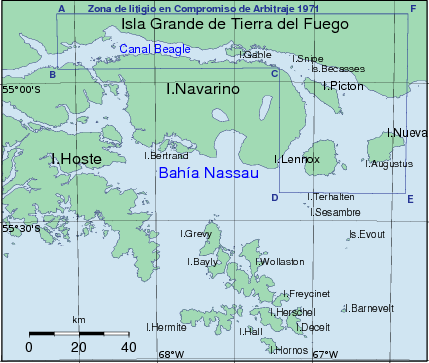
Die Konfliktzone ABCDF („Hammer“) am südöstlichen Ende des Beagle-Kanals, wo das internationale Schiedsgericht (1971–1977) die Inseln Picton, Nueva und Lennox Chile zugesprochen hatte

## Ansprüche und Wünsche beider Länder

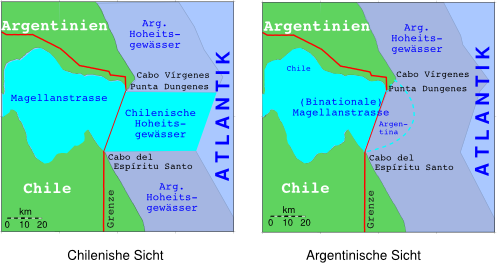
Je nach Definition der Ostgrenze der Magellanstraße, erhält man einen chilenischen „Strand“ am Atlantik oder ein argentinisches Mitspracherecht in der Regulierung der Schifffahrt in der Meeresenge

Argentinien betrachtete es aus wirtschaftlichen und strategischen Interessen als notwendig, freie Navigationsrechte in den Kanälen um Feuerland zu besitzen, um Zugang zum Pazifischen Ozean auch von Ushuaia aus zu haben. Ushuaia ist der Stützpunkt der argentinischen Fischereiflotte und gleichzeitig der Starthafen für die Versorgung ihrer Antarktisbasen, aber die Verbindung zum Pazifischen Ozean war nicht gegeben, denn Chile beanspruchte alle Inseln zwischen Kap Hoorn und der Magellanstraße (ausgenommen die östliche Seite von Feuerland). Die Kanäle wären demnach chilenische innere Gewässer. So gesehen war Ushuaia ein Hafen am Ende einer Sackgasse im Beagle-Kanal.
Die 1971 gemeinsam definierte Konfliktzone im Schiedsauftrag war ein Polygon (mit der Form eines Hammers), aber nachdem Argentinien das ungünstige Schiedsurteil für null und nichtig erklärt hatte, erweiterte es die Konfliktzone nach Süden und verlangte den Kap-Hoorn-Meridian als Grenze bis zur Kap-Hoorn-Insel.
Dazu kamen andere Kontroversen, über die man bis dann hinweggesehen hatte. Argentinien sah die Strecke Punta Dungenes bis Cabo Vírgenes an der nordöstlichen Mündung der Magellanstraße als Teil der Magellanstraße und sah sich dadurch berechtigt, an der Regelung der Schifffahrt teilzuhaben. Auf der anderen Seite sahen manche chilenische Militärs in der östlichen Mündung der Magellanstraße, die ja Chile gehört, die seerechtliche Grundlage für eine chilenische Projektion auf den Atlantischen Ozean.

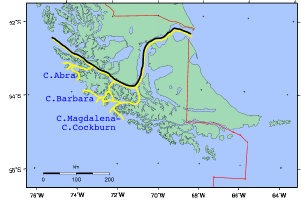
Zwei Ansichten über den Verlauf der Magellanstraße an der westlichen Mündung: Die schwarze Linie ist die chilenische Sicht, die gelbe Linie, ein Delta, war die argentinische Sicht während des Konflikts. Der Grenzvertrag von 1881 fordert von Chile freie Schifffahrt durch die Magellanstraße.

Auch in der westlichen Mündung der Magellanstraße entstand ein Disput. Argentinien behauptete, die westliche Mündung sei ein Delta, gebildet durch die Kanäle Abra, Barbara, Magdalena und Cockburn. Sie sollten als Folge des Grenzvertrags von 1881 frei befahrbar sein, der die Magellanstraße für alle Schiffe frei befahrbar stellte. Chile widersprach dieser Auffassung, sah diese Kanäle als innere Gewässer und zog dementsprechend seine Basislinien.

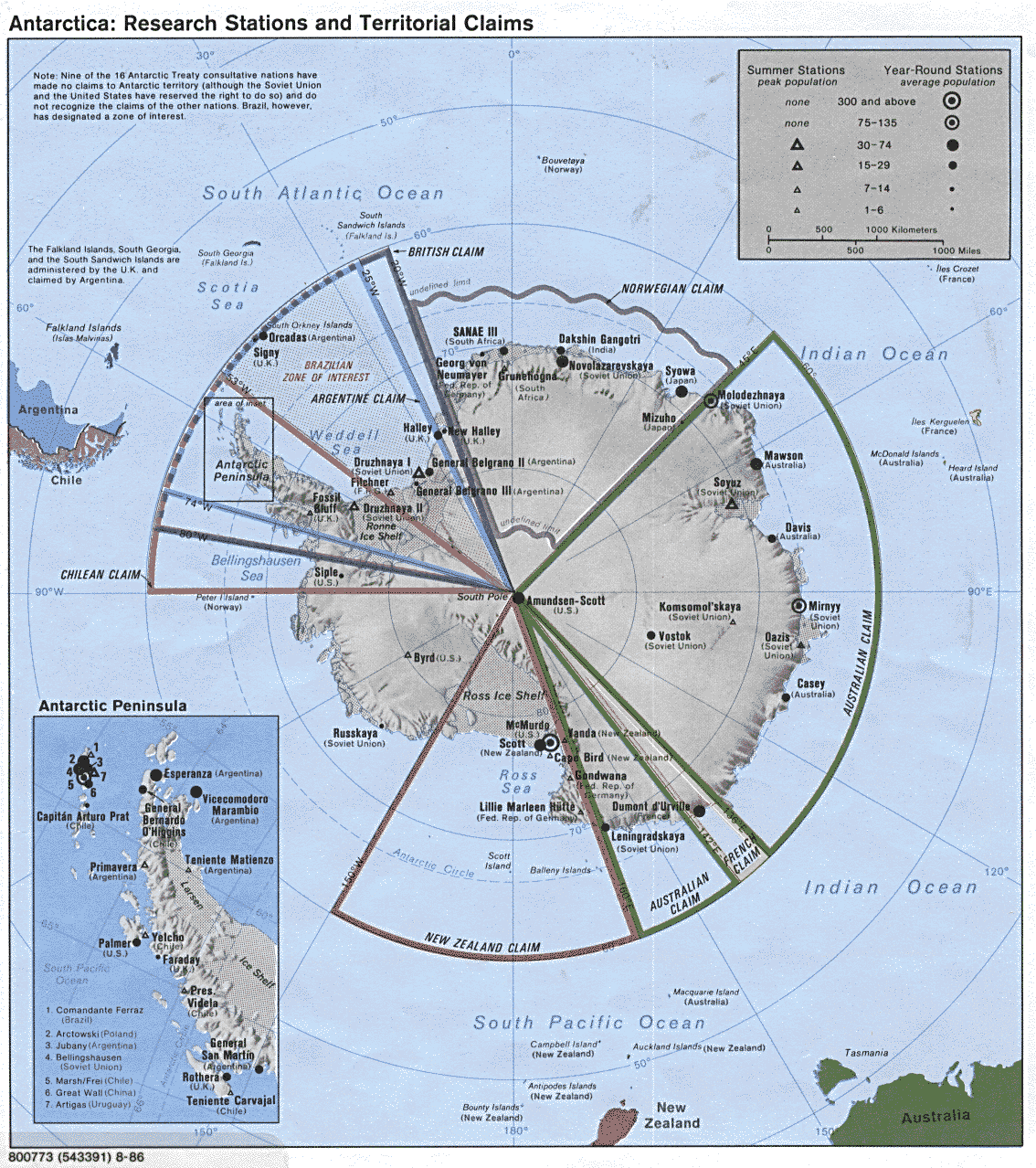
Die Nähe und die Projektion der Länder auf die Antarktis könnte ihre Ansprüche auf den noch ungeteilten Kontinent begründen.

Schon 1978 war absehbar, dass das (zukünftige) internationale Seerecht den Meeresanrainern wertvolle Nutzungsrechte in der Ausschließlichen Wirtschaftszone zusprechen würde. Um die Seegrenze zu definieren, sucht man die Linie der Punkte, die vom nächsten Strand im jeweiligen Land gleich entfernt sind. An der Südspitze Amerikas konnte diese Seegrenze für Argentinien negative Folgen in Bezug auf ihre Ansprüche auf die Antarktis und für Chile einen großen Zugang im Südatlantik haben.
Eine Revision des Schiedsurteils war für Chile auch unerwünscht, weil seine nördlichen Nachbarn Peru und Bolivien mit den Grenzverträgen unzufrieden waren und eine Vertragsänderung als Präzedenzfall ansehen konnten.
Das heißt, das Problem war nicht nur auf die Souveränität der Inseln beschränkt, sondern auf einen Komplex von wirtschaftlichen, strategischen und politischen Interessen, der auch das Prestige der Länder im Ausland beeinflusste.

## Die Suche nach einem Vermittler
Anfang November 1978 waren die direkten Verhandlungen zwischen beiden Parteien endgültig gescheitert und der chilenische Außenminister Hernán Cubillos schlug seinem argentinischen Kollegen Carlos Washington Pastor vor, den Disput dem Internationalen Gerichtshof in Den Haag zu übergeben. Da alle argentinischen juristischen Argumente vom gemeinsam aufgerufenen Tribunal zuvor schon einmal abgelehnt worden waren, sah Argentinien in diesen Schritt nur eine neue Niederlage im Voraus. Später wurde in Buenos Aires bekannt, dass Argentinien einen solchen Schritt als Casus Belli ansehen würde.
Als letzte Alternative vor dem Krieg schlug der chilenische Außenminister vor, eine Vermittlung zu suchen. Das wurde im Prinzip von seinem Kollegen akzeptiert und man vereinbarte, sich in Buenos Aires am 12. Dezember 1978 zu treffen.
In diesem Treffen kam man schnell zu Ergebnissen. Man einigte sich auf den Papst als Vermittler, aber am Abend als die chilenischen Beamten das Dokument ausarbeiteten, rief der argentinische Außenminister an, um den chilenischen Außenminister mitzuteilen, dass die Junta in Buenos Aires die Unterstützung für die Vermittlung seitens Jorge Videlas widerrufen hatte.
Der 22. Dezember 1978 war der Tag, an dem Argentinien die Inseln militärisch besetzen wollte. An diesem Morgen bot der Papst beiden Regierungen direkt und aus eigener Initiative seine Vermittlung an. Er teilte ihnen mit, dass sein persönlicher Gesandter, Kardinal Antonio Samorè, zusammen mit Kuriendiplomaten Faustino Sainz Muñoz, unterwegs für diesen Auftrag war.
Der Papst, alarmiert durch die Berichte der katholischen Bischöfe und das Interesse der USA, setzte sich für die Vermittlung ein.

## Die Eigenschaften des Vermittlers

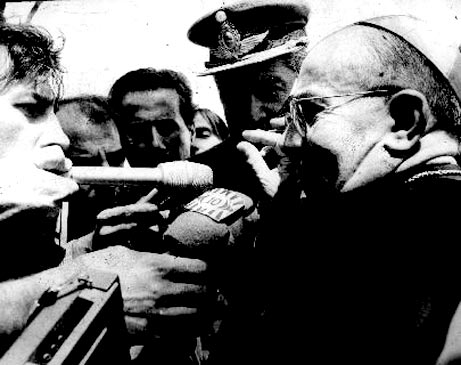
Die Presse beider Länder informierte detailliert über die Reisen des Kardinal Antonio Samorè zur Zeit der Vermittlung.

Die lange Erfahrung des Vatikans in der Austragung diplomatischer Konflikte war Kardinal Samorè eine große Hilfe, um die Verhandlungen zum guten Ende zu führen. Er nahm sich Zeit und Geduld, um das Problem zu durchleuchten:
- Er nahm Ansprüche und Probleme der Parteien trennend auseinander.
- Er ließ das Thema Magellanstraße beiseite.
- Er ließ das Thema Antarktis beiseite.
- Er löste das Problem, das durch die argentinische Kündigung des Vertrags zur gerichtlichen Lösung von Kontroversen von 1971 entstanden war.
- Er trennte territoriale Ansprüche auf Land von Ansprüchen auf maritime Zonen.
- Da sich der Vatikan vor keiner innenpolitischen Opposition zu verantworten hat, wie im Falle eines Nationalstaates, konnte der Vermittler warten, bis sich die politische Situation (in Argentinien) änderte.
- Der Vermittler führte getrennte Sondierungsgespräche mit den Delegationen, er befragte sie über ihre Ansprüche, Argumente und Möglichkeiten in ihren Forderungen nachzugeben. Selten gab es Treffen mit beiden Parteien (gemeinsam).

Die Verhandlungen fanden im Haus von Pius IV. statt, in den Vatikanischen Gärten, gebaut im 17. Jahrhundert und das seit 1922 die Päpstliche Akademie der Wissenschaften beherbergt.
Der päpstliche Gesandte hielt jeder Zeit eine strikte Neutralität. Der damalige chilenische Außenminister, Hernán Cubillos, behauptete später, dass, obwohl nach dem ersten Treffen in Chile mit dem päpstlichen Gesandten keine relevanten Themen mehr abgesprochen wurden, der Kardinal Samorè immer Treffen gleicher Dauer auf beiden Seiten der Grenze abhielt.
Manche argentinischen Gruppierungen verlangten vom Papst wegen einer angeblichen Bevorzugung Chiles einen Wechsel des Gesandten.

## Die vier Phasen der Vermittlung
Mark Laudy unterscheidet vier Phasen in der Vermittlung:
- Von der Ankunft des Vermittlers in Buenos Aires am 25. Dezember 1978, bis zur Unterzeichnung der Acta de Montevideo am 8. Januar 1979. In dieser Phase musste er den unmittelbar bevorstehenden Krieg abwenden. Nachdem beide Parteien zu einem Kompromiss in der Frage der Vermittlung gekommen waren (ein Vermittlungsauftrag war am 12. Dezember gescheitert), verlangte Samorè von beiden Seiten eine Verpflichtung auf Gewaltverzicht und Rückkehr zum militärischen Status quo von 1977.
- Von Mai 1979, als beide Delegationen in Rom ankamen, bis Dezember 1980, als der Papst seinen ersten Lösungsvorschlag präsentierte.
- Von Anfang 1981 bis zur Rückkehr Argentiniens zur Demokratie. Während dieser Periode waren die Verhandlungen unfruchtbar.
- Von der Übertragung der Macht an den demokratisch gewählten Präsidenten Raúl Alfonsín bis zur Unterzeichnung des Friedens- und Freundschaftsvertrags 1984.

## Die Akte von Montevideo
Am 8. Januar 1979 wurde in Montevideo (Uruguay) von beiden Parteien die Akte von Montevideo unterzeichnet. Dieser Vertrag gibt den Vermittlern einen breiten Handlungsrahmen ohne geographische Angaben oder zeitliche Beschränkungen.
Beide Parteien verpflichteten sich auf Gewaltverzicht, Rückkehr auf den militärischen Stand von 1977 und jede Maßnahme zu vermeiden, die die Eintracht zwischen beider Nationen trüben könnte.
Zu der chilenischen Delegation in Rom gehörten:
| - Enrique Bernstein - Francisco Orrego - Julio Philippi - Ernesto Videla - Santiago Benadava - Helmut Brunner | - Patricio Prieto - Osvaldo Muñoz - Fernando Pérez Egert - Maximiliano Jarpa |

Zu der argentinischen Delegation in Rom gehörten:
| - General (R) Ricardo Echeverry Boneo - Marcelo Depech - Guillermo Moncayo - Carlos Ortiz de Rozas - Guillermo Moncayo | - Hugo Gobbi - Susana Ruiz |

## Der päpstliche Vorschlag von 1980

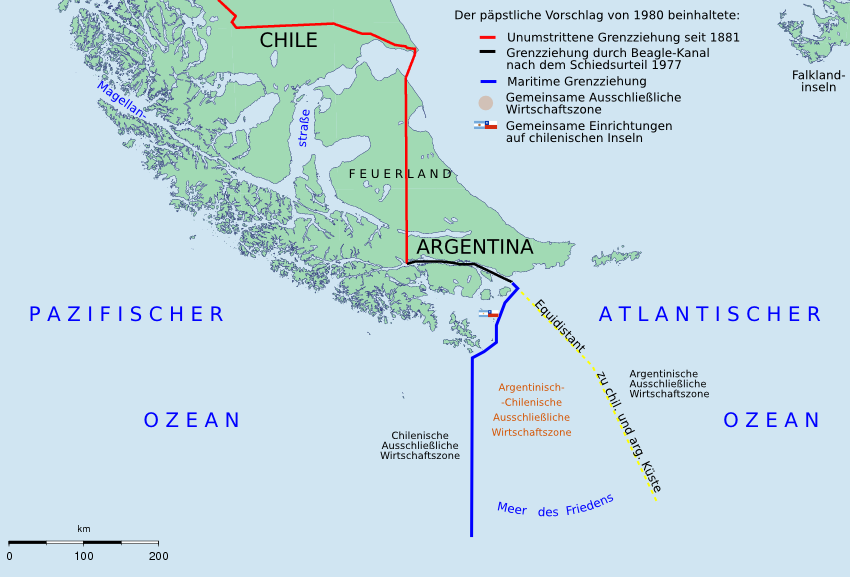
Der päpstliche Vorschlag von 1980 zur Lösung des Beagle-Konflikts. Argentinien hätte beschränkte Rechte auf Installationen auf den (chilenischen) Inseln und Chile die Hälfte der Rechte auf die Nutzung der (argentinischen) Ausschließlichen Wirtschaftszone östlich von Kap Hoorn bekommen

Am 12. Dezember 1980 empfing der Papst beide Delegationen um ihnen seinen Vorschlag mitzuteilen. Beide Regierungen sollten bis zum 8. Januar 1981 ihre Antwort geben. Dieser Vorschlag war ohne das Mitwissen der Delegationen vorbereitet worden. Der Inhalt des Vorschlags sollte bis zur Zustimmung beider Parteien der Öffentlichkeit unbekannt bleiben, aber in Argentinien wurde am 22. August 1981 in der Zeitung La Nación veröffentlicht.
Der Vorschlag gab Chile alle Inseln in Disput, wobei aber die Hoheitsgewässer um die Inseln beschränkt werden sollten. Argentinien bekam beschränkte Rechte auf gewisse Einrichtungen (es war gedacht, gemeinsame Wetter- und Radarstationen zu betreiben) auf manchen Inseln und erweiterte Navigationsrechte in der Zone um die Inseln. Der größte Teil der maritimen Zone wurde Argentinien zugesprochen, aber die Rechte auf die Naturressourcen, wissenschaftliche Forschung und Umweltmanagement sollten geteilt werden.
Am 25. Dezember 1980 akzeptierte Chile trotz Bedenken den Vorschlag.
Argentinien hat formell den Vorschlag niemals beantwortet. Am 25. März 1981, zwei Monate nach Fristablauf, drückte Argentinien in einer Note an den Vatikan seine Unzufriedenheit über den Vorschlag aus, weil keine argentinische Inseln vorgesehen seien und eine tiefe chilenische Präsenz im Südatlantik festgelegt werde.
Manche Beobachter vermuten, dass Kardinal Samorè den Vorschlag in dem Glauben ausarbeitete, dass Argentinien ihm auf Grund der Angaben der argentinischen Delegation zustimmen würde. Es ist auch möglich, dass der Vorschlag die Falken in Buenos Aires erstmal für einen späteren Vorschlag weichmachen sollte.
Auf jeden Fall erreichten die Verhandlungen, einen Krieg abzuwenden, die Stabilität in der Region zu stärken und bis zum Eintreten von Veränderungen in der Politik eines der Länder Zeit zu gewinnen.

## Die Regierungszeit von Viola und Galtieri in Argentinien
Nach der argentinischen Ablehnung des ersten päpstlichen Vorschlags nahm die Situation nochmal gefährliche Züge an.
Vom 29. März 1981 bis 11. Dezember 1981 übernahm Roberto Viola die Macht in Argentinien, in dieser Frage ein eher gemäßigter Militär, aber er konnte sich gegen die Falken in den Streitkräften nicht behaupten.
Ohne die politische Macht zu konsultieren verhaftete die argentinische Armee einen angeblichen chilenischen Spionagering. Als Reaktion darauf verhaftete man in Chile zwei angebliche argentinische Spione. Am 28. April 1981 eskalierte die Situation, als der General Leopoldo Galtieri, Oberkommandierender des Heeres, wieder ohne Konsultationen mit dem Präsidialamt die Grenze zu Chile abriegelte.
Am 22. Dezember übernahm Galtieri die Macht, einer der Falken innerhalb der argentinischen Streitkräfte.
Die neue Regierung am Rio de la Plata kündigte im Januar 1982 den Vertrag zur gerichtlichen Lösung von Kontroversen von 1971 (Spanisch: Tratado de Solución Judicial de Controversias). Dieser Vertrag erlaubte beiden Parteien ungelöste Kontroversen einseitig vor dem internationalen Gerichtshof in Den Haag zu bringen. Diese letzte rechtliche Option war für Chile, militärisch schwächer als Argentinien, eine weitere Karte, denn seine juristische Argumentation war von dem gemeinsam angerufenen Schiedstribunal gestärkt worden. Allerdings war das nur auf einer symbolischen Ebene. Argentinien hätte in diesem Schritt unmittelbar einen Grund gesehen, den Krieg zu beginnen. In der Praxis bedeutete die Kündigung die Fixierung des letzten Termins für den Gang Chiles zum Gerichtshof auf Ende 1982.
Am 19. Februar 1982, sechs Wochen vor dem Beginn des Falklandkriegs, ging der Schlepper ARA Gurruchaga der argentinischen Kriegsmarine für drei Tage vor der Insel Deceit vor Anker, trotz chilenischer Proteste und gegen die in der Akte von Montevideo eingegangenen Verpflichtung, alles zu unterlassen, was die Eintracht zwischen den Nationen beeinträchtigen könnte.
Alle diese Hindernisse mussten vom Vermittler ausgeräumt oder zumindest umgangen werden, um nicht zuletzt den Schein laufender Vermittlung zu bewahren. In der Tat machten die Verhandlungen keinen Fortschritt, teilweise, weil Chile nicht bereit war, weitere Zugeständnisse als die von 1980 zu machen, teilweise weil die Junta in Argentinien auf der Suche nach großen Erfolgen in der Außenpolitik war.
Am 2. April 1982 entschied sich die Junta, mit militärischer Gewalt die Falklandinseln zu erobern. In Chile beobachtete man die Ereignisse im Falklandkrieg mit Sorge.

## Nach dem Falklandkrieg
Das argentinische Debakel im Krieg verursachte den Sturz von Galtieri und den Aufstieg von General (a. D.) Reynaldo Bignone (am 22. Juli 1982). Bignone regierte nur mit der Unterstützung des Heeres. Die Luftwaffe und die Marine zogen sich aus der Regierung zurück. Die Schwäche dieser Regierung, verursacht durch die militärische Niederlage, den Prestigeverlust, die fehlende Unterstützung der Marine und der Luftwaffe, machte jeden Fortschritt in den Verhandlungen über den Beagle-Konflikt unmöglich, mit Ausnahme einer Verlängerung des Vertrags zur gerichtlichen Lösung von Kontroversen von 1971, vereinbart am 15. September 1982. Diese Verlängerung bezog sich nur auf die Belange der päpstlichen Vermittlung, wodurch Chile die Möglichkeit erhielt, binnen sechs Monaten nach Ende der Vermittlung des Papstes den internationalen Gerichtshof anzurufen.
Der Kardinal Antonio Samorè starb am 4. Februar 1983 in Rom im Alter von 77 Jahren. Als neuer Gesandter wurde Kardinal Agostino Casaroli ernannt, Staatssekretär des Heiligen Stuhls. Durch diese höhere Stellung innerhalb des Vatikans konnte Casaroli einen stärkeren Druck auf die Parteien ausüben.
Im Juli 1983 traf Santiago Benadaba, ein Teilnehmer der chilenischen Delegation in Rom, auf einer anders gelagerten Reise zufällig in Den Haag den argentinischen Botschafter in den Niederlanden, Julio Barbieri. Als sie sich über den Konflikt unterhielten, fanden sie einige gemeinsame Einsichten, die sie ihren Regierungen mitteilten. Sie bekamen jeweils grünes Licht, um diese Übereinstimmungen mit der Unterstützung des Vermittlers weiter zu verfolgen. Die Alternative beruhte auf dem Verzicht Argentiniens auf die Inseln und Installationen auf den Inseln und dem Verzicht Chiles auf die vollen maritimen Rechte, die der Besitz der Insel ermöglichte.

## Der Rückkehr zur Demokratie in Argentinien
Am 10. Dezember 1983 übernahm Raúl Alfonsín die Macht in Argentinien. Eines seiner wichtigsten Ziele war die Wiedereingliederung Argentiniens in die internationale Gemeinschaft. Dazu suchte die neue Regierung eine baldige Lösung für den Beagle-Konflikt. Die Verhandlungen bekamen dadurch einen starken Schub. Die Treffen zwischen Ernesto Videla und Marcelo Delpech, jeweils Leiter der chilenischen und der argentinischen Delegation, fanden öfter in Südamerika statt.
Basierend auf Vorschlägen beider Regierungen gab Kardinal Casaroli am 11. Juni 1984 einen neuen Vorschlag bekannt, nicht ohne vorher geklärt zu haben, dass eine Ablehnung des Vorschlags das erfolglose Ende der Vermittlung zur Folge haben würde.
Am 29. November 1984 unterzeichneten die Außenminister Jaime del Valle für Chile und Dante Caputo für Argentinien in Rom die Kompromisslösung, die später der Freundschafts- und Friedensvertrag von 1984 zwischen Chile und Argentinien werden sollte.

## Schlüsselfaktoren in den Verhandlungen
Die argentinische Innenpolitik war zweifellos der ausschlaggebende Faktor der Verhandlungen. Die Militärs, die über Argentinien herrschten, waren über die längste Zeit der Vermittlung in „Falken“ und „Tauben“ geteilt, und sie konnten sich weder auf eine gemeinsame Linie einigen, noch war eine der Gruppen alleine in der Lage, ihre Politik durchzusetzen.
Diese Situation änderte sich nach der Niederlage auf den Falklandinseln und der darauf folgenden Rückkehr zur Demokratie. Marcelo Delpech hielt eine Lösung des Konflikts vor dem Amtsantritt Alfonsins für unwahrscheinlich.
Die Wahl des Vermittlers war optimal, denn er erreichte das mögliche Maximum in dieser Situation: durch seine Autorität den Krieg abwenden und die Gespräche halten, bis die politische Situation in Argentinien sich verbesserte.
Die Geduld des Vermittlers, der keine sofortige politische Vorteile erwartete, und seine moralische Autorität verhinderten den Beginn eines Krieges nach der Ablehnung seines ersten Vorschlags.